# 杨米涧乡
杨米涧乡是中国陕西省榆林市靖边县下辖的一个乡。

## 行政区划
杨米涧乡下辖以下行政区：
韩伙场村、镇罗堡村、杨米涧村、王梁村、郝渠则村、宋家坬村、关草涧村、兴和村